# Bahía de Santiago de Cuba
La bahía de Santiago de Cuba es una bahía ubicada en la provincia de Santiago de Cuba, Cuba.
La bahía penetra mucho en la isla y sus costas son recortadas, se conecta con el mar Caribe a través de un estrecho canal. La bahía abarca 12 km², teniendo una longitud de 8.5 km, sus costas miden 42 km, y la profundidad media es 9 m. 
En la bahía desembocan los ríos Cobre, Guaos, Yarayó y Trocha. A causa de lo cerrado de la bahía sus aguas toman temperaturas elevadas ya que la geografía imposibilita la llegada de los vientos alisios y el intercambio de corrientes marinas con el mar.
La bahía fue descubierta en 1494 por Cristóbal Colón, en las exploraciones que realizó durante su segundo viaje. En 1514, Diego Velázquez de Cuéllar fundó sobre su costa la ciudad de Santiago de Cuba.